# Afanasij Fet
Afanasij Afanasjewicz Fet (ros. Афанасий Афанасьевич Фет, właściwie Afanasij Afanasjewicz Szenszyn (ros. Афанасий Афанасьевич Шеншин); ur. 23 listopada?/5 grudnia 1820 we wsi Nowosiołki, Imperium Rosyjskie, zm. 21 listopada?/3 grudnia 1892 w Moskwie, Imperium Rosyjskie) – rosyjski poeta. Jeden z prekursorów poezji symbolistycznej. Pozostając w opozycji estetycznej do nurtu tzw. poezji obywatelskiej unikał w liryce motywów społeczno-politycznych, tematem wierszy czyniąc przyrodę, stany uczuciowe (zwłaszcza przeżycia miłosne w szerokiej gamie różnorodnych wrażeń i doznań).
Uważany za epigona romantyzmu, a jednocześnie jednego z pierwszych parnasistów rosyjskich. Był twórcą subtelnej liryki, krótkich, nastrojowych miniatur, pełnych ekspresji poetyckiej i przelotnych doznań.

## Życiorys
Był nieślubnym synem orłowskiego ziemianina, Afanasija Nieofitowicza Szenszyna (ros. Афанасий Неофитович Шеншин) i Niemki, Charlotty Foeth (po ucieczce do Rosji i przyjęciu prawosławia przyjęła imię Jelizawieta Pietrowna Fiot (ros. Елизавета Петровна Фёт); nazwisko panieńskie Becker). Do czternastego roku życia używał rosyjskiego nazwiska Szenszyn i nim podpisywał swoje utwory. W wieku 14 lat utracił prawo do używania tego nazwiska i rosyjskie poddaństwo, i od tej pory stał się poddanym Hesji-Darmstadt Afanasijem Foethem (Fiotem). Prawo do noszenia nazwiska ojca zyskał dopiero po 53 roku życia, lecz w literaturze jest znany pod nazwiskiem Fet.
Fet znany jest również jako tłumacz poezji i dzieł filozoficznych z języka niemieckiego i łaciny – przetłumaczył m.in. obie części Fausta Johanna Wolfganga Goethego, Owidiusza, Wergiliusza, traktaty Kanta, Schopenhauera.

## Wybrana twórczość

### Zbiory wierszy
- 1840 – Liriczeskij pantieon (ros. Лирический пантеон)
- 1883-1901 – Wieczernije ogni (ros. Вечерние огни)

### Poematy
- 1842 – Talisman (ros. Талисман)
- 1847 – Sakontała (ros. Саконтала)
- 1856 – Son poruczika Łosiewa (ros. Сон поручика Лосева)
- 1856 – Dwie lipki (ros. Две липки)
- 1858 – Sabina (ros. Сабина)
- 1869 – Lizias i Bakchida idiłlija (ros. Лизиас и Вакхида идиллия)
- 1884 – Studient (ros. Студент)

### Ballady
- 1842 – Tajna (ros. Тайна)
- 1843 – Legienda (ros. Легенда)
- 1846 – „Pri swietie łampady nad czornym suknom...” (ros. «При свете лампады над чёрным сукном…»)
- 1847:
  - Sołowiej i roza (ros. Соловей и роза)
  - „Pod pałatkoju puncowoj...” (ros. «Под палаткою пунцовой…»)
  - Lichoradka (ros. Лихорадка)
  - Zmiej (ros. Змей)
  - Mietiel (ros. Метель)
  - Kurgan (ros. Курган)
- 1872 – Krioz (ros. Крёз)
- 1883 – „Ty tak lubisz gulat'...” (ros. «Ты так любишь гулять…»)
- 1891 – Miesiac i roza (ros. Месяц и роза)

### Opowiadania
- 1854 – Kalenik (ros. Каленик)
- 1855 – Diadiuszka i dwojurodnyj bratiec (ros. Дядюшка и двоюродный братец)
- 1870 – Siemiejstwo Golc (ros. Семейство Гольц)
- 1881 – Kaktus (ros. Кактус)
- 1889 – Wnie mody (ros. Вне моды)
- Pierwyj zajac (ros. Первый заяц)
- Nie tie (ros. Не те)